# Génos (Alti Pirenei)
Génos è un comune francese di 158 abitanti situato nel dipartimento degli Alti Pirenei nella regione dell'Occitania.

## Società

### Evoluzione demografica
Abitanti censiti